# رام العنز
رام العنز قرية في محافظة حمص.